# Zija Dizdarević
Zija Dizdarević (Ljubuški; 18. veljače 1916. – koncentracijski logor Jasenovac, proljeće 1942.), bosanskohercegovački je književnik bošnjačkog podrijetla. 

## Životopis
Rođen je u malom hercegovačkom mjestu Vitina pokraj Ljubuškog u bošnjačkoj obitelji, od oca Šefkije i majke Selime. Nekoliko godina po rođenju s obitelji se seli u Fojnicu gdje provodi djetinjstvo.
Nakon završene osnovne škole u Fojnici, 1926. godine upisao se na Nižu šerijatsku gimnaziju u Sarajevu koju završava 1930. godine. Godinu dana kasnije pošao je u Učiteljsku školu u Sarajevu i završio je 1936. s odličnim uspjehom.
Još kao srednjoškolac djeluje kao aktivist u društvu, učestvujući u đačkim štrajkovima, a taj buntovni karakter mu donosi nenaklonost režima i čestu prismotru policije. U tom periodu objavljuje i prve literarne radove: Halucinacije i Zapisi bolesnog čovjeka (1935.) što upućuje na njegov nesporni talent.
Zbog antirežimske političke aktivnosti ne uspijeva pronaći posao učitelja, te se 1937. godine upisuje na studij pedagogije i psihologije na Filozofskom fakultetu u Beogradu. Tijekom studentskog razdoblja izdržava se od pisanja i pružanja privatne poduke. U tom razdoblju objavljuje mnoge pripovijetke i radove u Putokazu, Pregledu i Politici a učestvuje i u političkom djelovanju bosanskih studenata u Beogradu i Zagrebu.
Iz studentskih dana ga je vezalo čvrsto prijateljstvo s bosanskohercegovačkim književnikom Brankom Ćopićem, koji je jedno od svojih najboljih djela Bašta šljezove boje posvetio upravo ovom književniku.
U prvoj godini Drugog svjetskog rata Zija Dizdarević je djelovao kao ilegalac u Fojnici i Sarajevu. U proljeće 1942. uhapšen je u Sarajevu, dan prije odlaska u partizane, odveden u ustaški koncentracijski logor Jasenovac i odmah ubijen. 
Zija Dizdarević je živio 26 godina, više oskudno nego skromno, u grozničavom radu i učenju, ne žaleći sebe, kao da je znao da će živjeti kratko. Napisao je samo jednu do bola dirljivu zbirku priča Prosanjane jeseni. U autentičnosti likova naših malih ljudi, izvornom  bošnjačkom jeziku i poetskom iskazu u pričama životu u malom o bosanskom mjestu ostao je do danas nenadmašen. Prema njegovoj pripovijetki Blago u duvaru 1975. godine snimljen je istoimeni televizijski film.

## Djela
Posmrtno su mu objavljene knjige:
- Pripovijetke (Sarajevo, 1948.)
- Prosanjane jeseni (Sarajevo, 1959.)
- Sabrana djela (Sarajevo, 1968.)
- Blago u duvaru (Sarajevo, 1983.)

## Vanjske povezice
- "Zašto je Zija Dizdarević uhapšen, mučen i ubijen u Jasenovcu?", Jasmin Agić, Al Jazeera Balkans, 8. rujna 2018.